# Ганс-Гюнтер Лофф
Ганс-Гюнтер Лофф (нім. Hans-Günther Looff; 10 лютого 1906, Берлін — 22 червня 1940, Біскайська затока)— німецький офіцер-підводник, корветтен-капітан крігсмаріне.

## Біографія
В 1925 році вступив на флот. З 21 серпня 1935 по 1936/37 рік — командир підводного човна U-9, з 1936/37 по 30 вересня 1937 року — одночасно U-23 і U-28, з 30 березня 1940 року — U-122, на якому здійснив 2 походи (разом 20 днів у морі). 20 червня потопив британський торговий пароплав Empire Conveyor водотоннажністю 5911 тонну, який перевозив 7966 тонн пшениці; 3 з 41 членів екіпажу загинули. 22 червня U-122 і всі 49 членів екіпажу зникли безвісти в Біскайській затоці. Пароплав «San Felipe» з конвою, який мав атакувати Лофф, сповістив про зіткнення з невідомим об'єктом, тому існує припущення, що він мимоволі потопив U-122.

## Звання
- Фенріх-цур-зее (1 квітня 1927)
- Лейтенант-цур-зее (1 жовтня 1929)
- Оберлейтенант-цур-зее (1 липня 1931)
- Капітан-лейтенант (1 жовтня 1935)
- Корветтен-капітан (1 січня 1940)

## Нагороди
- Медаль «За вислугу років у Вермахті» 4-го і 3-го класу (12 років)